# 憂国の大戦
『憂国の大戦』（ゆうこくのたいせん）は株式会社イーイットが配信・運営するソーシャルゲーム。

## 概要
ファンタジーの世界観を持つカードバトルゲーム。プレイヤーはキャリア(運ぶ者)として、カードを集めて競い合う。カードイラストは多数のイラストレーターの手による。
2009年11月にmixiでサービスが開始されているが、元々はぽけぽけという株式会社イーイットが運営するSNSでサービスを開始していた。